# 许国石坊
许国石坊又称大学士坊，俗称八脚牌楼，座落于中国安徽省歙县县城中和街与打箍井街十字街口，东谯楼东侧，系明朝万历十二年（公元1584年）为武英殿大学士许国所建。许国石坊是徽州石坊的杰出代表，在石坊建筑史上占有突出地位，1988年被列为全国重点文物保护单位。

## 建筑
许国石坊南北长11.54米，东西宽6.77米，高11.4米, 为八脚结构的牌坊。仿木构造建筑，由前后两座三间四柱三楼和左右两座单间双柱三楼式的石坊组成。石料全部采用青色茶园石，石料质地坚硬，粗壮厚度，有的一块就重达四、五吨。每一方石柱、每一道梁坊、每一块匾额，每一处斗拱和雀替，都饰以精美的雕刻。12只狮子，前后各四，左右各二，雄踞于石础之上，形态各异，栩栩如生。这些富有“个性化”的雕饰设计，巧妙地表达牌坊主人许国的思想意识和社会成就。牌坊东南西北四个方向的内外侧都有精美的图饰：
- 南面雕的是“巨龙腾飞”，象征皇帝南面而王，表示许国对朝廷的忠诚；内侧雕 “英（鹰）姿（雉）焕（獾）发”，颂扬皇上年轻有为。
- 东面雕“鱼跃龙门”表示许国是科班出身；内侧雕“三报（豹）喜（喜鹊）”，喻许国在万历年间的三次升迁。
- 西面雕“威凤祥麟”，“凤”和“麟”乃文风鼎盛，德政昌隆的太平盛世才会有的，这幅图称颂了当时的社会；内侧雕“龙庭舞鹰”，“舞鹰”谐音“武英”，暗示许国身居武英殿大学士的地位。
- 北面为“瑞鹤翔云”，寓意天下太平，又象征许国的品格高尚脱俗；内侧为“鹿鸣图”借《诗经·鹿鸣》篇意，表示许国身为礼部尚书，常会嘉宾学子，鼓瑟吹笙，生活儒雅。石坊上的题字都出自明代大书画家董其昌之手。

坊上“先学后臣”按现在的话来讲，就是读书做官，它告诉人们许国是科班出身，是凭借才智而成为国家重臣的。“上台元老”中“上台”（即上台、中台、下台之一），“三台”本来是星象的名称，而古人常用以象征“三公”（太师、太傅、太保）；和“三孤”（少师、少傅、少保）；“元老”指许国历任三朝，是朝迁的重臣。

## 相关图片
- 东谯楼上看许国石坊（西面）
- 西南面
- 内（北）面
- 北面
- 南面
- 西面
- 北面及东谯楼
- 北面
- 许国石坊旁的说明文字